# Municipio de Porter (condado de Midland)
El municipio de Porter (en inglés: Porter Township) es un municipio ubicado en el condado de Midland en el estado estadounidense de Míchigan. En el año 2010 tenía una población de 1277 habitantes y una densidad poblacional de 13,73 personas por km².

## Geografía
El municipio de Porter se encuentra ubicado en las coordenadas 43°30′23″N 84°25′30″O / 43.50639, -84.42500. Según la Oficina del Censo de los Estados Unidos, el municipio tiene una superficie total de 93.03 km², de la cual 91,08 km² corresponden a tierra firme y (2,1 %) 1,95 km² es agua.

## Demografía
Según el censo de 2010, había 1277 personas residiendo en el municipio de Porter. La densidad de población era de 13,73 hab./km². De los 1277 habitantes, el municipio de Porter estaba compuesto por el 98,04 % blancos, el 0,86 % eran amerindios, el 0,31 % eran asiáticos, el 0,16 % eran de otras razas y el 0,63 % eran de una mezcla de razas. Del total de la población el 1,64 % eran hispanos o latinos de cualquier raza.